# الصبارين (وادي العين)

تعديل مصدري - تعديل

الصبارين هي إحدى قرى عزلة وادي العين بمديرية حورة التابعة لمحافظة حضرموت، بلغ تعداد سكانها 64 نسمة حسب تعداد اليمن لعام 2004.